# Sverre Nordby
Sverre Nordby (ur. 13 marca 1910, zm. 4 grudnia 1978) – norweski piłkarz grający na pozycji bramkarza. W swojej karierze rozegrał 10 meczów w reprezentacji Norwegii.

## Kariera klubowa
W swojej karierze piłkarskiej Nordby grał w klubie Mjøndalen IF.

## Kariera reprezentacyjna
W reprezentacji Norwegii Nordby zadebiutował 24 października 1937 przegranym 0:3 towarzyskim meczu z Niemcami, rozegranym w Berlinie. W 1938 roku został powołany do kadry na mistrzostwa świata we Francji, na których nie wystąpił. W kadrze narodowej od 1937 do 1939 roku rozegrał 10 spotkań.